# Rumaucourt Communal Cemetery
Rumaucourt Communal Cemetery is een begraafplaats gelegen in de Franse plaats Rumaucourt (Pas-de-Calais). De militaire graven worden onderhouden door de Commonwealth War Graves Commission.
De begraafplaats telt 24 geïdentificeerde Gemenebest graven uit de Eerste Wereldoorlog.